# Benvingut Socias i Mercadé

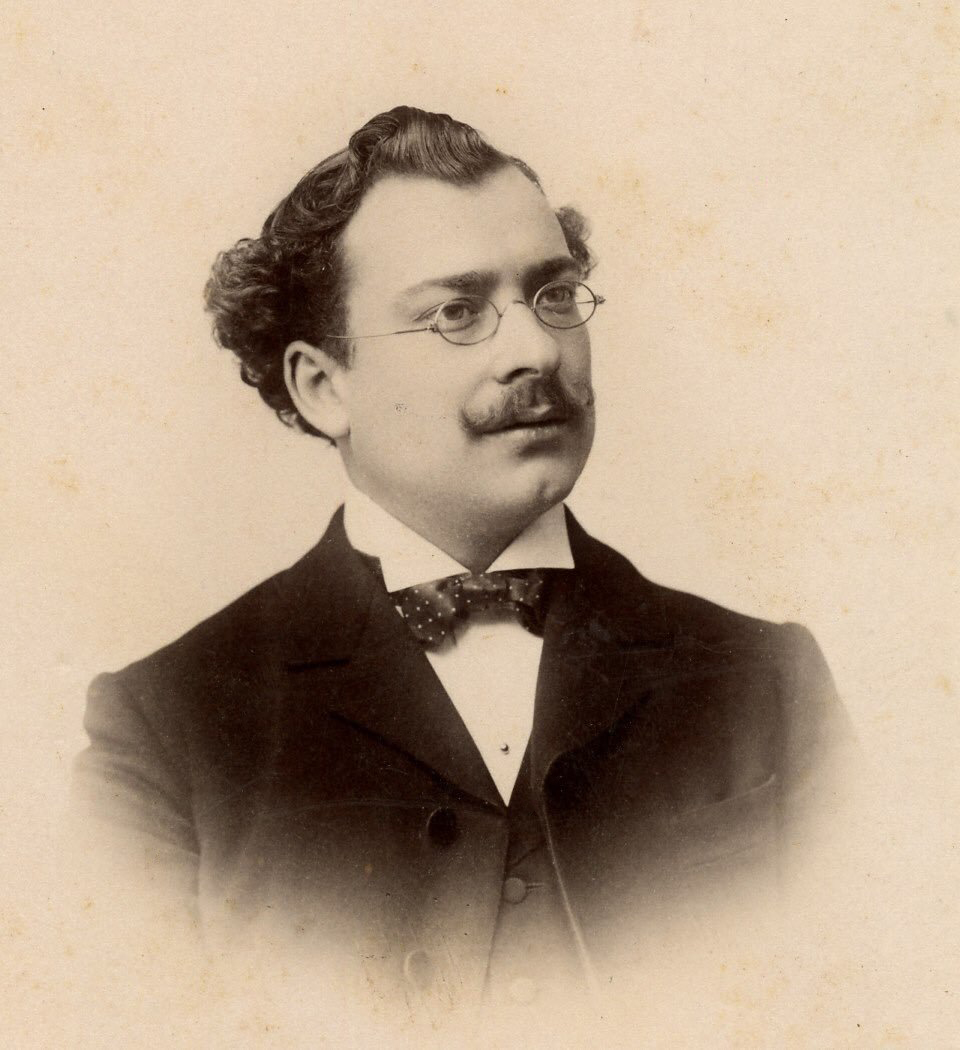
Benvingut Socias i Mercadé im Jahr 1896

Benvingut Socias i Mercadé (* 19. Oktober 1877 in El Vendrell; † 4. März 1951 ebenda) war ein katalanischer Organist, Pianist und Komponist. Benvingut Socias wird zur Katalanischen Pianistenschule gerechnet.

## Leben und Werk
Socias begann seine musikalische Ausbildung bei Pau Casals Vater, dem Pianisten und Organisten Carles Casals i Ribes in El Vendrell. Mit 10 Jahren trat er in den Internatschor Escolania de Montserrat ein. Er studierte in Montserrat auch das Orgelspiel. Gleichzeitig nahm er weiter Orgelunterricht bei Carles Casals in El Vendrell. Nach dem Verlassen des Klosters 1893 absolvierte Socias eine Klavierausbildung bei Joan Baptista Pellicer und Kompositionsstudien in Barcelona. Er begann seine professionelle Organistenlaufbahn in der Pfarrei Santa Anna in Barcelona. Mit 18 Jahren wurde er Assistenzprofessor am Conservatori Municipal de Música de Barcelona.
Zur gleichen Zeit begann er auch zu komponieren. 1897 gewann er mit einer Messe einen ersten Preis im Musikwettbewerb für geistliche Musik in Santiago de Compostela.
Ab 1907 trat er zunächst in Paris als Pianist auf. Dann gab er mit seinem Jugendfreund Pau Casals Kammerkonzerte in Europa und in den Vereinigten Staaten. 1910 übersiedelte er in die USA, wo er am Konservatorium von Cowing zum Perfektionslehrer im Fach Klavier ernannt wurde. 1911 errang er in der Queen’s Hall in London einen riesigen Konzerterfolg. Die Fachpresse titulierte ihn dort als den „Kleinen Mozart“. 1914, nach Ausbruch des Ersten Weltkrieges, kehrte er nach Katalonien zurück. 1919 erhielt er am Conservatori del Liceu den Lehrstuhl für Klavierperfektion, den er bis 1936 innehatte. Von 1930 bis 1935 war er auch Mitglied des Pau Casals Orchesters.
Benvingut Socias schuf zahlreiche geistliche Kompositionen, darunter vertonte Rosenkranzgebete, ein Salve Montserratina, Goigs (Lobgesänge) auf Sant Salvador und einige Messen. Darüber hinaus hat er kammermusikalische Werke sowie die liedhafte Vertonung der Dichtungen Les cinc roses („Die fünf Rosen“) und Les tres volades („Die drei Vogelschwärme“ ?) geschaffen. Er war auch der Komponist der Sardana Planyívola.